# Daniel Florea
Daniel Florea (ur. 18 grudnia 1975 w Vaslui) – rumuński piłkarz występujący na pozycji obrońcy, reprezentant Rumunii.

## Kariera piłkarska

### Kariera klubowa
W 1993 rozpoczął karierę piłkarską w klubie Oțelul Galați, skąd w 1997 przeszedł do Dinama Bukareszt. W 2001 wyjechał za granicę, gdzie został piłkarzem Szachtara Donieck. W sezonie 2004/05 został wypożyczony do Metałurha Zaporoże, a w następnym sezonie do Metałurha Donieck. W marcu 2006 ponownie wypożyczony, tym razem do Dinama Bukareszt, klubu, z którego przyszedł do Szachtara. Latem 2006 roku przeniósł się do Cypru, gdzie został piłkarzem APOELu Nikozja, w którym w 2009 zakończył karierę piłkarską.

### Kariera reprezentacyjna
Był powoływany do młodzieżowej, a od 1999 występował w pierwszej reprezentacji Rumunii.

## Sukcesy i odznaczenia

### Sukcesy klubowe
- mistrz Rumunii: 2000
- zdobywca Pucharu Rumunii: 2000, 2001
- mistrz Ukrainy: 2002, 2005
- wicemistrz Ukrainy: 2003, 2004
- zdobywca Pucharu Ukrainy: 2002, 2004
- finalista Pucharu Ukrainy: 2003, 2005
- mistrz Cypru: 2007